# Karl-Heinz Stahr
Karl-Heinz Stahr (* 5. Juni 1950 in Treuenbrietzen) ist ein ehemaliger deutscher Ringer. Er war Vizeweltmeister 1973 im freien Stil im Federgewicht.

## Werdegang
Karl-Heinz Stahr begann als Jugendlicher zunächst als Turner, wechselte aber bald wegen „Perspektivlosigkeit“ beim Turnen zum Ringen. Dort machte er schnelle Fortschritte, wurde Spartakiadesieger (DDR-Jugendmeister) und daraufhin zur SG Dynamo Luckenwalde delegiert.
Bei DDR-Meisterschaften errang Stahr in den Jahren 1972, 1973 und 1975 jeweils die Vizemeisterschaft im freien Stil im Federgewicht. Ein Titelgewinn gelang ihm nie.
Auf der internationalen Ebene erzielte Stahr einige sehr gute Ergebnisse bei internationalen Turnieren und wurde 1973 zu den Weltmeisterschaften in Teheran entsandt. Dort überraschte er die Ringerfachwelt mit dem Gewinn der Silbermedaille. Er unterlag dabei dem Olympiasieger von 1972 Sagalaw Abdulbekow aus der Sowjetunion und Petre Coman aus Rumänien, feierte aber einen bemerkenswerten Sieg über Iwan Jankow aus Bulgarien.
In den Jahren danach wurde er nur noch einmal bei einer internationalen Meisterschaft eingesetzt, der Weltmeisterschaft 1974 in Istanbul. Stahr kam hier nicht so gut zurecht wie 1973 und belegte mit einem Sieg den 12. Platz.
Karl-Heinz Stahr ist Maschinenschlosser und betreibt in Luckenwalde eine Auto-Service-Station.

### Internationale Erfolge
(WM = Weltmeisterschaft, F = freier Stil, Ba = Bantamgewicht, Fe = Federgewicht, damals bis 57 kg bzw. 62 kg Körpergewicht)
- 1972, 1. Platz, Turnier in Växjö/Schweden, F, Ba, vor Necati Moustafa u. Kenneth Karlsson, bde. Schweden u. Gerhard Weisenberger, Bundesrepublik Deutschland;
- 1973, 2. Platz, Turnier in Bukarest, F, Fe, hinter Petre Coman, Rumänien u. vor Mehmet Sari, Türkei;
- 1973, 1. Platz, "Dynamo"-Spartakiade in Berlin, F, Fe, vor Abdurachmanow, UdSSR u. Zurawsky, Polen;
- 1973, 2. Platz, WM in Teheran, F, Fe, mit Siegen über Zdzislaw Stolarski, Polen, Theodule Toulotte, Frankreich, Mohammad Navai, Iran u. Iwan Jankow, Bulgarien u. Niederlagen gegen Petre Coman u. Sagalaw Abdulbekow, UdSSR;
- 1974, 2. Platz, Turnier in Łódź, F, Fe, hinter Zdzislaw Stolarski u. vor Reineri, Kuba;
- 1974, 2. Platz, Turnier "Cerra Pelado" in Camagüey/Kuba, F, Fe, hinter Jorge Ramos, Kuba u. vor Mütsik, UdSSR;
- 1974, 12. Platz, WM in Istanbul, F, Fe, mit einem Sieg über Zdzislaw Stolarski u. Niederlagen gegen Petre Coman u. Dsewegiin Oidow, Mongolei;

### DDR-Meisterschaften
- 1970, 3. Platz, F, Le, hinter Udo Schröder, SG Dynamo Luckenwalde u. Wolfgang Quente, SC Chemie Halle,
- 1971, 1. Platz, F, Le, vor Udo Schröder u. Wolfgang Quente,
- 1972, 2. Platz, F, Fe, hinter Helmut Strumpf, SC Motor Jena u. vor Dietrich Pagels, SG Dynamo Luckenwalde,
- 1973, 2. Platz, F, Fe, hinter Horst Mayer, SG Dynamo Luckenwalde u. vor Helmut Strumpf,
- 1975, 2. Platz, F, Fe, hinter Peter Dahlke, SG Dynamo Luckenwalde u. vor Erhard Pocher, SC Motor Jena